# 高桥街道 (遵义市)
高桥街道，是中华人民共和国贵州省遵义市汇川区下辖的一个街道办事处。
2015年12月8日，贵州省人民政府批复同意撤销高桥镇，设置高桥街道。

## 行政区划
高桥街道下辖以下地区：
坪山社区、新桥社区、鱼芽社区、兴洲坝社区、干田社区、高桥社区、泥桥社区、河溪村、十字村、高石村和黄泥村。